# Washington, Kalifornien
Washington är en så kallad census-designated place i Nevada County i Kalifornien. Vid 2020 års folkräkning hade Washington 101 invånare.